# 深沢恵雄
深沢 恵雄（ふかざわ よしお、1955年5月30日 - ）は、山梨県南巨摩郡中富町（現：身延町）出身の元プロ野球選手（投手）。

## 経歴
峡南高校2年生時の1972年には、主戦投手として夏の甲子園予選西関東大会決勝に進出。熊谷商の鎗田英男投手（法大－日本石油）と投げ合う。鎗田は頭部への死球で3回退場、試合は接戦の末2-1で峡南が競り勝ち、甲子園への出場を決める。甲子園では1回戦で、岡村隆則外野手のいた柳井高に0-3で敗退した。柳井高はこの大会で準優勝。翌年もエースとして活躍するが、甲子園には届かなかった。
高校卒業後は日本楽器に入社。1974年の都市対抗では2試合に先発するが、両試合ともKOされ結果を残せなかった。翌1975年は河合楽器の補強選手として都市対抗に出場。1回戦で電電東海を完封し注目される。同年11月、ドラフト5位で阪神タイガースに指名され、翌1976年の都市対抗出場後に入団。
阪神では主に中継ぎとして起用されるが、目立った成績は残せなかった。1981年シーズン途中、福間納との交換トレードでロッテオリオンズに移籍。ロッテではアンダースローで似たタイプの仁科時成が先発ローテーションに入っており、学生時代からの友人である捕手の袴田英利もアンダースローのリードに慣れていたことから、1982年から先発陣の一角を占め、その能力を発揮することとなる。
1983年にはチーム1位の12勝、1984年には15勝を記録。1985年には低迷し規定投球回にも届かなかったが、翌1986年には復活し10勝をあげる。仁科時成と共にアンダースローの二本柱として1980年代のチームを支えた。有藤通世監督就任後は構想から外れ、現役続行を希望していたが1988年限りで引退。
1984年8月16日の対阪急ブレーブス21回戦に先発し、7回まで阪急打線を無安打無得点に抑えていたが、8回に代打に送られた1軍デビュー2打席目の村上信一に本塁打を打たれ、記録達成を逃している。86年には、先発した5月9日の対西武4回戦で許した3出塁（被安打1、四死球2）を盗塁刺、併殺で打ち取り、無残塁での完封を達成した。
四死球が多いという弱点はあったが、アンダースローからのスライダー、カーブ、シュート、シンカーなど、多彩な変化球を武器に活躍した。その投球フォームは「地面を擦る程の超低空からリリースする」とも形容され、浮き上がるような直球が特色であった事から、渡辺俊介に類似した超低空アンダースローの先駆者として評価される事もある。
現役引退後は、1992年には映画『ミスター・ベースボール』にて広島東洋カープの投手役の一人として出演、1995年には新球団モルツにて神戸市消防局戦に先発登板。その後は横浜市の弁天通りにてパブ「いまいち」を経営しつつ、故郷の山梨で子供野球教室の講師を行っていた。2016年の学生野球資格回復研修を受講した上で、翌2017年2月7日に日本学生野球協会より学生野球資格回復の適性認定を受けたことにより、学生野球選手への指導が可能となった。
なお、山梨県峡南地域の深沢姓は通常「ふかさわ」と読むが、一貫して「ふかざわ」と読ませている。

## 詳細情報

### 年度別投手成績
| 年 度      | 球 団      | 登 板 | 先 発 | 完 投 | 完 封 | 無 四 球 | 勝 利 | 敗 戦 | セ 丨 ブ | ホ 丨 ル ド | 勝 率 | 打 者 | 投 球 回 | 被 安 打 | 被 本 塁 打 | 与 四 球 | 敬 遠 | 与 死 球 | 奪 三 振 | 暴 投 | ボ 丨 ク | 失 点 | 自 責 点 | 防 御 率 | W H I P |
| ---------- | ---------- | ----- | ----- | ----- | ----- | -------- | ----- | ----- | -------- | ----------- | ----- | ----- | -------- | -------- | ----------- | -------- | ----- | -------- | -------- | ----- | -------- | ----- | -------- | -------- | ------- |
| 1977       | 阪神       | 13    | 2     | 0     | 0     | 0        | 0     | 1     | 0        | --          | .000  | 101   | 20.0     | 21       | 3           | 15       | 0     | 5        | 11       | 0     | 0        | 20    | 17       | 7.65     | 1.80    |
| 1978       | 阪神       | 9     | 0     | 0     | 0     | 0        | 0     | 0     | 0        | --          | ----  | 51    | 10.1     | 19       | 0           | 4        | 0     | 1        | 3        | 0     | 0        | 8     | 8        | 6.97     | 2.23    |
| 1979       | 阪神       | 24    | 1     | 0     | 0     | 0        | 0     | 1     | 1        | --          | .000  | 129   | 29.0     | 28       | 1           | 14       | 2     | 4        | 24       | 2     | 0        | 13    | 12       | 3.72     | 1.45    |
| 1980       | 阪神       | 23    | 0     | 0     | 0     | 0        | 1     | 1     | 0        | --          | .500  | 149   | 35.0     | 34       | 3           | 10       | 0     | 2        | 22       | 2     | 0        | 18    | 16       | 4.11     | 1.26    |
| 1981       | ロッテ     | 12    | 1     | 0     | 0     | 0        | 0     | 1     | 1        | --          | .000  | 99    | 20.1     | 20       | 3           | 18       | 0     | 4        | 11       | 0     | 0        | 14    | 11       | 4.87     | 1.87    |
| 1982       | ロッテ     | 27    | 21    | 11    | 0     | 0        | 9     | 11    | 0        | --          | .450  | 667   | 152.0    | 146      | 16          | 75       | 1     | 18       | 97       | 0     | 0        | 85    | 82       | 4.86     | 1.46    |
| 1983       | ロッテ     | 27    | 22    | 5     | 1     | 0        | 12    | 8     | 0        | --          | .600  | 703   | 155.0    | 149      | 19          | 99       | 6     | 12       | 82       | 0     | 0        | 82    | 78       | 4.53     | 1.60    |
| 1984       | ロッテ     | 29    | 29    | 16    | 2     | 0        | 15    | 8     | 0        | --          | .652  | 898   | 212.0    | 175      | 31          | 95       | 1     | 17       | 103      | 1     | 1        | 94    | 88       | 3.74     | 1.27    |
| 1985       | ロッテ     | 15    | 14    | 3     | 0     | 0        | 2     | 6     | 0        | --          | .250  | 340   | 71.0     | 90       | 22          | 35       | 0     | 9        | 31       | 1     | 0        | 56    | 48       | 6.08     | 1.76    |
| 1986       | ロッテ     | 24    | 22    | 6     | 3     | 0        | 10    | 8     | 0        | --          | .556  | 575   | 135.0    | 132      | 26          | 53       | 0     | 10       | 70       | 1     | 1        | 76    | 74       | 4.93     | 1.37    |
| 1987       | ロッテ     | 12    | 10    | 2     | 0     | 0        | 2     | 6     | 0        | --          | .250  | 216   | 46.1     | 53       | 11          | 22       | 0     | 4        | 34       | 1     | 0        | 37    | 32       | 6.22     | 1.62    |
| 1988       | ロッテ     | 2     | 2     | 0     | 0     | 0        | 0     | 2     | 0        | --          | .000  | 32    | 6.0      | 9        | 0           | 5        | 0     | 0        | 6        | 0     | 0        | 7     | 7        | 10.50    | 2.33    |
| 通算：12年 | 通算：12年 | 217   | 124   | 43    | 6     | 0        | 51    | 53    | 2        | --          | .490  | 3960  | 892.0    | 876      | 135         | 445      | 10    | 86       | 494      | 8     | 2        | 510   | 473      | 4.77     | 1.48    |

### 記録
初記録
- 初登板：1977年4月17日、対広島東洋カープ4回戦（広島市民球場）、4回裏に3番手で救援登板、1回1失点
- 初先発登板：1977年4月24日、対ヤクルトスワローズ5回戦（阪神甲子園球場）、1回1/3を3失点（自責点2）で敗戦投手
- 初奪三振：同上、1回表に永尾泰憲から
- 初セーブ：1979年8月1日、対ヤクルトスワローズ17回戦（阪神甲子園球場）、7回表に2番手で救援登板・完了、3回無失点
- 初勝利：1980年4月28日、対ヤクルトスワローズ3回戦（明治神宮野球場）、8回裏に4番手で救援登板、1回無失点
- 初先発勝利・初完投勝利：1982年5月12日、対西武ライオンズ前期6回戦（川崎球場）、9回2失点（自責点1）
- 初完封勝利：1983年9月2日、対近鉄バファローズ21回戦（川崎球場）、5回1/3無失点（6回表1死雨天コールド）

その他の記録
- 初登板で対戦した第1打者に被本塁打：上記「初記録」の「初登板」の項を参照 ※セ・リーグ10人目
- オールスターゲーム出場：1回 （1984年）

### 背番号
- 12 （1977年 - 1981年途中）
- 17 （1981年途中 - 1988年）